# Kässbohrer Fahrzeugwerke
Die Karl Kässbohrer Fahrzeugwerke GmbH war ein Fahrzeughersteller in Ulm, der Omnibusse, Sattelauflieger und Anhänger sowie Geländefahrzeuge herstellte. Der Konzern löste sich 1995 aufgrund von wirtschaftlichen Problemen auf.
Die Marken des Konzerns bestehen in voneinander unabhängigen Gesellschaften fort: Die Unternehmerfamilie Kässbohrer ist mit der österreichischen Kässbohrer Transport Technik heute noch im Fahrzeugbau tätig. Der Name Kässbohrer lebt zudem in der Kässbohrer Fahrzeugwerke GmbH in Goch (Sattelauflieger- und Anhänger-Sparte) und Kässbohrer Geländefahrzeug in Laupheim fort.
Die Kässbohrer-Setra-Omnibusfertigung in Ulm wurde 1995 von Daimler-Benz übernommen und mit dem Omnibusbau von Mercedes-Benz zur damaligen EvoBus GmbH zusammengeführt, die heute als Daimler Buses firmiert und eine Tochtergesellschaft von Daimler Truck ist. Regional- und Reisebusse werden bis heute unter dem Markennamen Setra produziert. 

## Geschichte

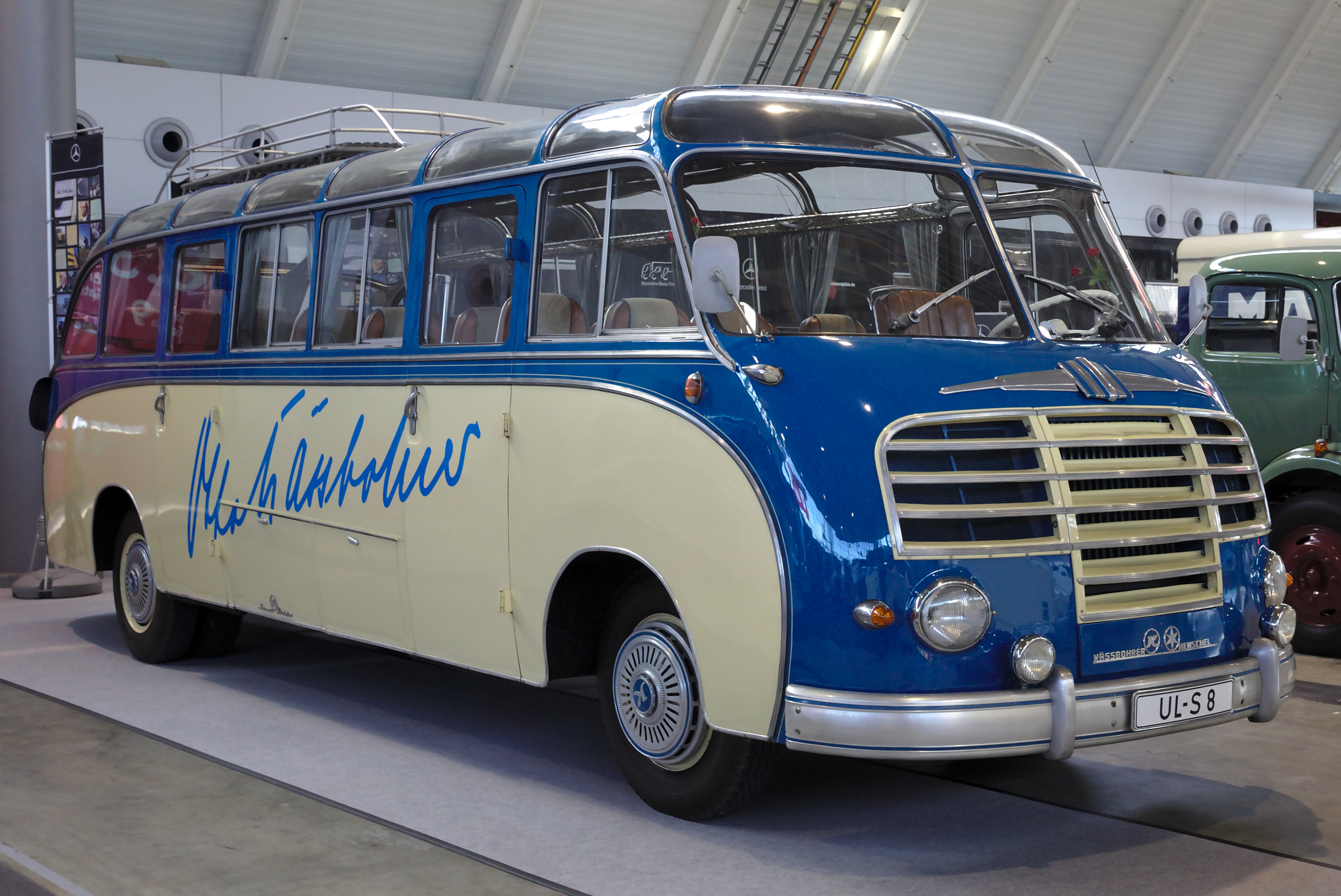
Kässbohrers erster selbsttragender Omnibus, S 8

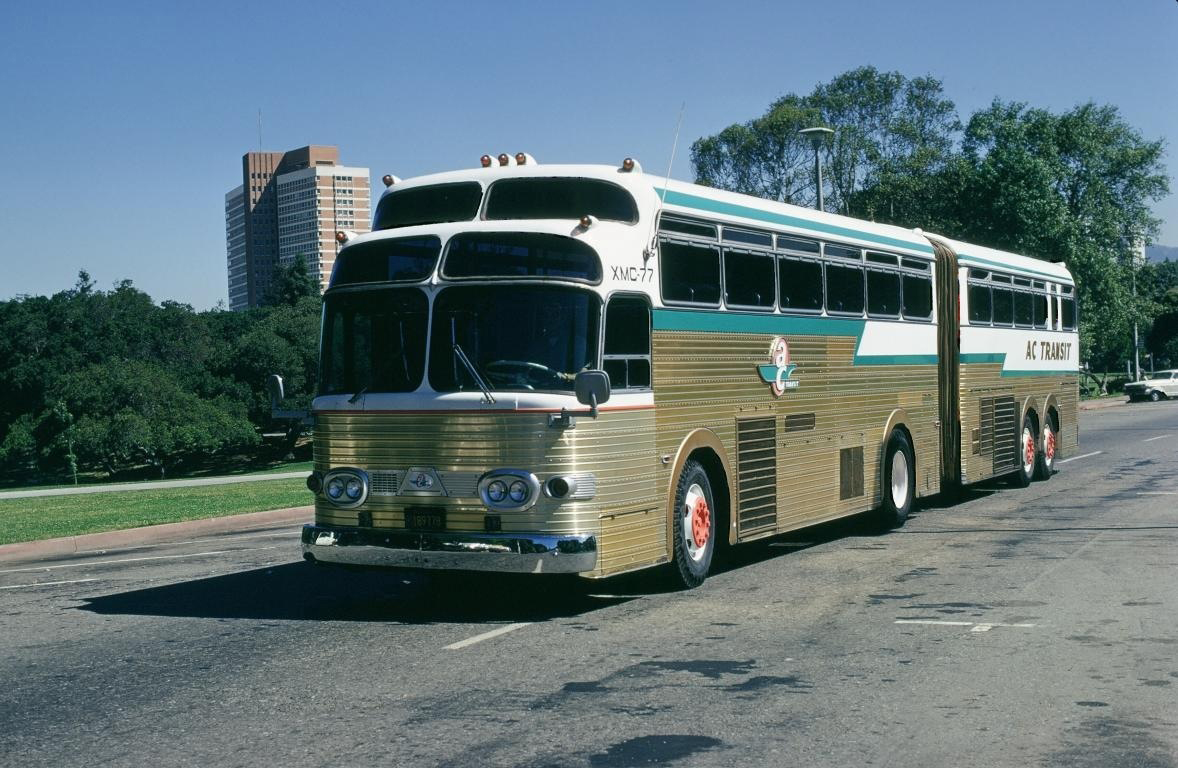
Super Golden Eagle Gelenkreisebus von 1958 für die USA

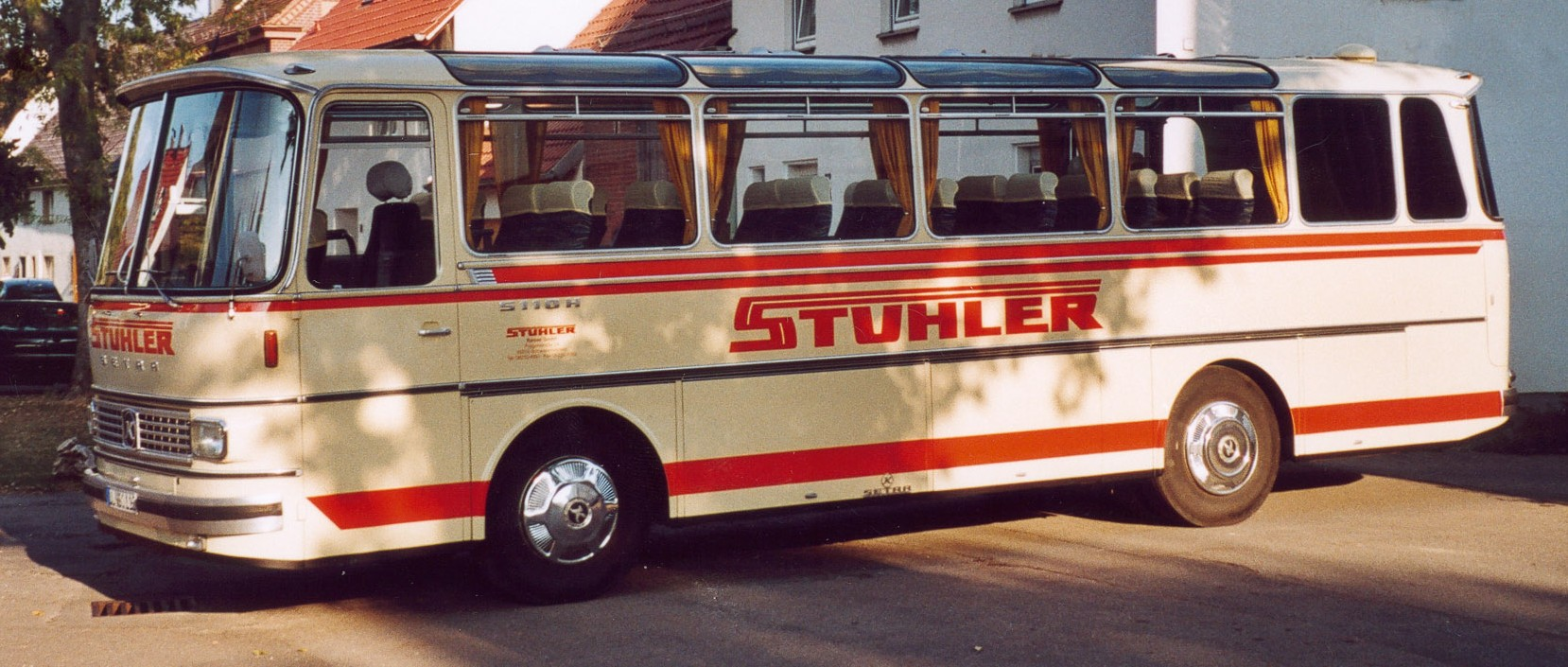
Reisebus Setra S 110 H (1972)

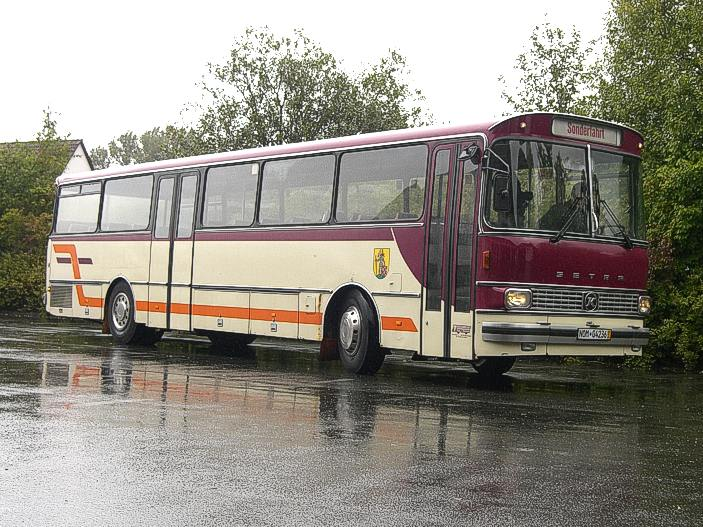
Überlandbus S 140 ES

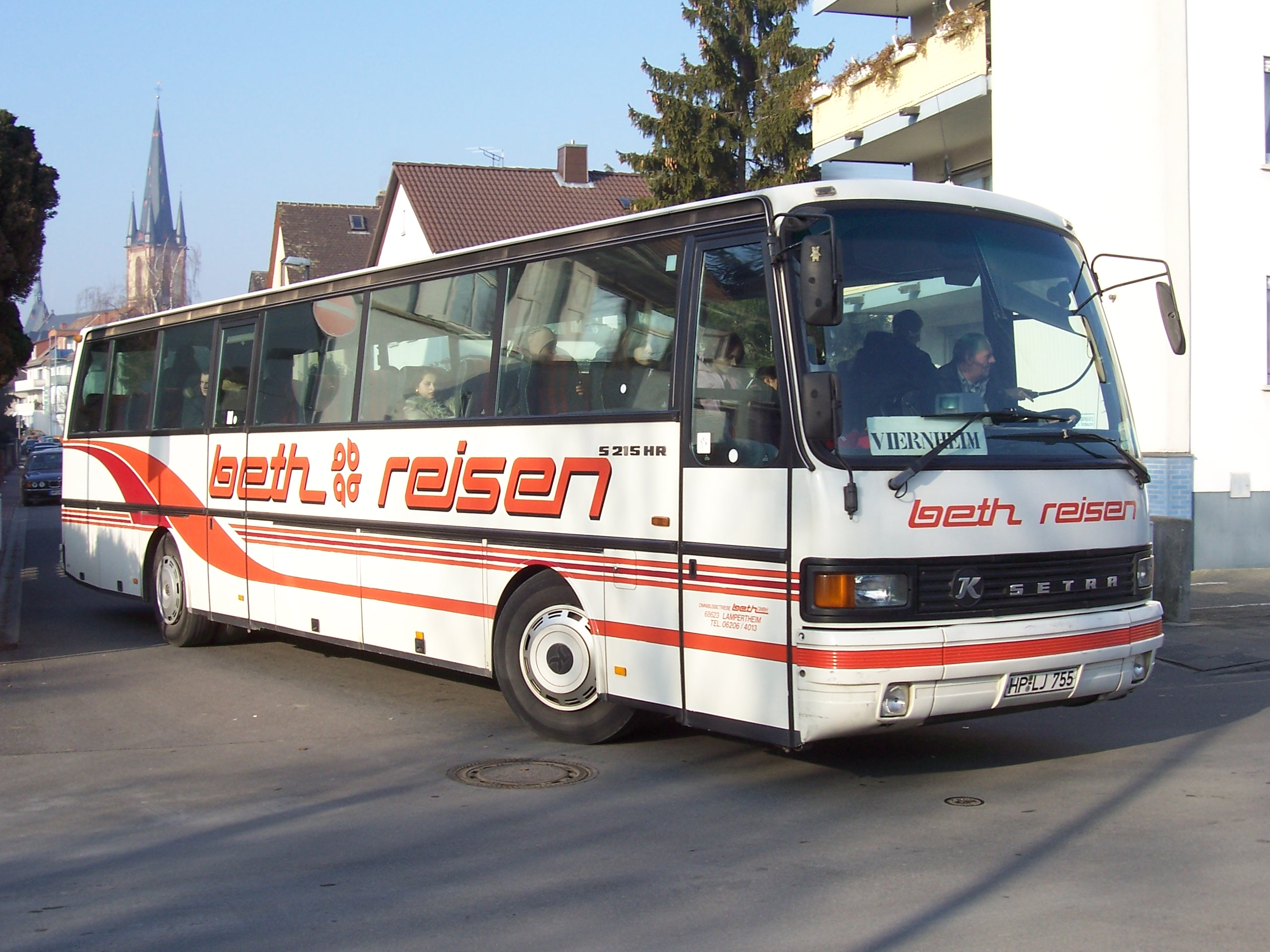
Setra S 215 HR mit schräger Reisefront

Die technische und industrielle Entwicklung in der zweiten Hälfte des 19. Jahrhunderts brachte durch den Einsatz der Maschine auch im Wagenbau den Übergang von dem jahrhundertelang geübten Handwerk zum mechanisierten Betrieb.
Karl Heinrich Kässbohrer gründete 1893 mit der Wagenfabrik Kässbohrer das Familienunternehmen. Im Jahr 1904 erfolgte der wachstumsbedingte Umzug in die damalige Ulmer „Neustadt“. Mit Aufträgen von mehreren Kfz-Herstellern wurden ab 1910 erstmals Karosserien für Personenwagen-Fahrgestelle gefertigt. Für den 1911 von Karl Kässbohrer mitgegründeten Verkehrsbetrieb (Buslinie Ulm–Wiblingen) wurde eine Buskarosserie auf einem Lastwagen-Fahrgestell von Saurer hergestellt. Noch im selben Jahr folgte ein zweites Exemplar. Das Unternehmen erhielt zu dieser Zeit das erste Patent für einen kombinierten Omnibusaufbau für Personen- und Gütertransport. 1922 entwarf Kässbohrer einen vollgummibereiften Lastwagen-Anhänger. Ende 1922 übernahmen, nach dem Tod von Karl Heinrich Kässbohrer, die beiden Söhne Karl und Otto Kässbohrer die Führung und Verantwortung für den Betrieb. 1924 entwickelte der Maschinenbauingenieur Karl Kässbohrer den ersten Zweiseiten-Kippanhänger mit zwei in der Längsachse angeordneten Kippwinden.
Nach der Übernahme der Karosseriefabrik Neuer & Thieme in Ulm (1928) konnte die Omnibusfertigung noch weiter ausgebaut und die Produktion gestrafft werden. Die ersten Kässbohrer-Aussichts-Omnibusse, mit Schiebedächern und voller Verglasung des Oberteils, wurden in den Jahren 1928 bis 1930 gebaut. 1934 wurde in der Peter-Schmid-Straße der Grundstock zu den heutigen Fabrikanlagen gelegt und 1938 die benachbarte Anhänger- und Transportgerätefabrik A. Mattes & Co. übernommen.
Während des Zweiten Weltkriegs wurden bei Kässbohrer bis zu 1500 ausländische Zwangsarbeiter eingesetzt. Die Produktion konzentrierte sich auf Kriegsgerät. Am Ende des Krieges wurden die Werksanlagen durch Bombenangriffe zu 80 Prozent zerstört.
Nach der Währungsreform 1948 hatte das Werk bereits wieder 850 Beschäftigte. 1951 entwickelte Otto Kässbohrer seinen ersten selbsttragenden Omnibus („Setra“) S 8. 1952 baute Kässbohrer seinen ersten Gelenkbus mit dem Vorderwagen eines MAN MKN 26. Für den US-amerikanischen Fernbuslinien-Markt erschien 1958 der erste selbsttragende Luxus-Gelenkbus „Golden Eagle“.
Zwischen 1953 und 1967 erfolgten firmeninterne Umstrukturierungen, der Aufbau eines deutschlandweiten Reparatur- und Ersatzteildienstnetzes mit Zweigwerken in Dortmund, Hamburg, Frankfurt a. M. und Berlin und der Neubau einer Omnibusfertigungshalle für Setra-Busse. 1968, das Unternehmen feierte sein 75-jähriges Bestehen, expandierte man erstmals ins Ausland und errichtete in Salzburg in Österreich ein neues Werk. Der Konzern hatte seinen Höhepunkt erreicht und war nun größter Produzent von Reisebussen und Lkw-Anhängern innerhalb Deutschlands. 1969 wurde die Produktpalette um den PistenBully vergrößert. Zehn Jahre später, 1979, fuhren über 2000 Bullys in 35 Ländern.
Ende der 1980er Jahre war die Karl Kässbohrer Fahrzeugwerke GmbH mit rund 9000 Beschäftigten die zweitgrößte GmbH in Deutschland. Der Wandel in der Wirtschaft hin zur Globalisierung und die große internationale Konkurrenz hinterließen aber auch bei diesem Unternehmen ihre Spuren. In der Phase der wirtschaftlichen Rezession wurden plötzlich tiefe Einschnitte notwendig. Der Marktanteil sank stetig und Arbeitsplätze wurden abgebaut.

### Auflösung des Konzerns
Ab 1993 begann die Auflösung des Konzerns. Der Bereich Nutzfahrzeug-Aufbauten, Sattelauflieger und Anhänger wurde an den ehemaligen Konkurrenten Kögel verkauft, mit Ausnahme der Sparte Tank- und Silofahrzeuge (diese wurde von den Fahrzeugwerken Rohr, Straubing übernommen, von diesen wieder verkauft und später insolvent. Die Rohr Spezialfahrzeuge sind ihrerseits inzwischen eine Tochtergesellschaft der Kässbohrer Transport Technik GmbH). 1994 erfolgte die Auslagerung des letzten gewinnbringenden Bereichs, die Geländefahrzeugsparte mit PistenBully und BeachTech, in das eigenständige Unternehmen Kässbohrer Geländefahrzeug GmbH.
1995 kam das Aus für den Mutterkonzern. Die Daimler-Benz AG kaufte Setra und legte seine Mercedes-Benz-Bus-Sparte mit Setra zusammen. Danach firmierte dieser Bereich als EvoBus GmbH, die Fahrzeuge werden weiter unter ihrem Markennamen „Setra“ und „Mercedes-Benz“ verkauft.
Gleichzeitig mit dem Inkrafttreten der Übernahme konnten die Brüder Heinrich, Ulrich und Otfried Kässbohrer das österreichische Werk zurückkaufen. Der 1. März 1995 war der Beginn der Kässbohrer Transport Technik GmbH mit Sitz in Eugendorf bei Salzburg, das einzige Kässbohrer-Unternehmen, das noch in Besitz der Familie Kässbohrer steht.
Die Sattelauflieger-/Anhänger-Marke Kässbohrer ging im Jahr 2002 an den türkischen Konzern Tirsan, der später auch den niederländischen Kofferaufbau-Hersteller Talson und den deutschen Tankfahrzeug-Fabrikanten Hendricks aus Goch erwarb.